# 陈义初
陈义初（1945年—），男，祖籍浙江镇海，生于上海，中华人民共和国政治人物。

## 生平
毕业于清华大学。后供职于开封拖拉机电机电器厂，担任副厂长、厂长。1996年，担任郑州市人民政府代市长、市长。2003年1月，任政协河南省第九届委员会副主席。